# Imbattibile
Imbattibile (Invincible) è un film del 2006 diretto da Ericson Core.
Il film segna il debutto alla regia del direttore della fotografia Ericson Core ed è basato sulla storia vera di Vince Papale, che assieme al figlio appare nel film. Papale è interpretato da Mark Wahlberg.

## Trama
Filadelfia, estate 1976. Vince Papale è un trentenne di Filadelfia, cresciuto con i ragazzi del suo quartiere e condividendo con essi l'amore per i Philadelphia Eagles, squadra professionistica di football della NFL. La situazione peggiora quando viene licenziato come supplente, a causa di tagli del personale, e viene lasciato dalla moglie, frustrata e delusa per la perenne condizione economica precaria, pertanto a Vince rimane solo il lavoro di barista notturno nel bar dove gli amici annegano nella birra le loro serate. Nel frattempo la squadra dei Philadelphia Eagles, in seguito agli scarsissimi risultati delle stagioni precedenti, ingaggia il coach Dick Vermeil che, come primo cambiamento per risollevare le sorti della squadra, organizza un trial per scoprire nuovi talenti dal nulla.
La notizia si sparge presto per la città, quindi, dopo molti dubbi e tentennamenti, Papale viene convinto dagli amici a partecipare a questi trial pur avendo soltanto una formazione semi-professionistica (alla high school aveva lasciato il football dopo solo un anno per concentrarsi sull'atletica), dato che nei campetti illuminati dai fari delle macchine parcheggiate è sempre stato il più forte tra loro.
I provini procedono tra atleti improvvisati e perditempo, non è quindi difficile per Papale farsi notare ed a ricevere un invito per unirsi al ritiro ufficiale della squadra. La notizia viene data al telegiornale locale e celebrata da tutti nel bar dove lavora, affiancato dalla nuova barista nonché cugina del proprietario, Janet Cantrell, tifosissima degli acerrimi rivali, i NY Giants.
L'inizio del ritiro con la squadra incontra molte difficoltà, le possibilità di essere tagliato fuori sono molto elevate ed inoltre viene malvisto da tutti gli altri giocatori che non sopportano di poter esser messi allo stesso livello. Vince Papale non si fa intimorire, ogni tackle e corsa che porta mostra il suo coraggio e determinazione intrisa del sudore speso per quella maglia, diviene così il beniamino di tutti e supportato dall'intera città. Grazie alla sua tenacia ed all'aiuto di Janet, riuscirà a convincere allenatore e critica ed ottenere un contratto professionistico, riuscendo così a realizzare il suo sogno.

## Riconoscimenti
- 2007 - MTV Movie Awards
  - Nomination Miglior bacio a Mark Wahlberg e Elizabeth Banks
- 2007 - ESPY Awards
  - Nomination Miglior film sportivo